# میچیو یاسودا (پویانمایی)
میچیو یاسودا (انگلیسی: Michiyo Yasuda; ۲۸ آوریل ۱۹۳۹ – ۵ اکتبر ۲۰۱۶) مانگاکا، و پویانما اهل ژاپن بود.